# 单孔碘泡虫
单孔碘泡虫（学名：Myxobolus uniporus）为碘泡科碘泡虫属的动物。分布于俄罗斯、印度、日本以及辽宁、山东、湖南、浙江、黑龙江等，营寄生生活，寄生在鲢的脾、肾、膀胱、胆囊、鳙的肠以及鲇、黄颡鱼、青鮠的鳃。